# تشارلز بيج (موسيقي)
تشارلز بيج (بالإنجليزية: Charles Begg)‏ هو موسيقي نيوزيلندي، ولد في 1825 في Aboyne ‏ في المملكة المتحدة، وتوفي في 21 ديسمبر 1874.